# Bismarck du Plessis
Pour les articles homonymes, voir Plessis (homonymie).

a Compétitions nationales et continentales officielles uniquement.

b Matchs officiels uniquement.
Dernière mise à jour le 16 octobre 2021.
Bismarck Wilhelm du Plessis (né le 22 mai 1984 à Bethlehem) est un joueur de rugby à XV sud-africain. Il évolue au poste de talonneur. Ce talonneur a fait partie de l'équipe d'Afrique du Sud de rugby à XV qui a remporté la Coupe du monde de rugby à XV 2007. Il est le frère du pilier international sud-africain Jannie du Plessis.

## Biographie
Jeune frère du pilier Jannie du Plessis, Bismarck fait ses débuts en 2003 en Vodacom Cup avec la province des Free State Cheetahs et en Super 12, avec la franchise des Sharks (la franchise des Central Cheetahs n'existe pas encore à l'époque dans le Super 12). En 2005, il rejoint la province des Natal Sharks en Currie Cup. Avec les Natal Sharks, il remportera deux Currie Cups en 2008 et 2010 et sera finaliste du Super 14 en 2007 avec les Sharks.
Bismarck du Plessis dispute son premier test match contre l'Australie lors du Tri-nations 2007, le 7 juillet 2007. Sur neuf matchs disputés avec les Springboks, il n'est qu'une fois titulaire contre la Nouvelle-Zélande le 14 juillet 2007 car étant souvent la doublure du capitaine, John Smit. Quelques mois après ses débuts internationaux, il remporte la Coupe du monde de rugby 2007 avec l'équipe d'Afrique du Sud. Bien que non-retenu originellement dans la sélection sud-africaine, il bénéficie du forfait de Pierre Spies, troisième ligne centre qui ne sera pas remplacé poste pour poste. Son frère aîné Jannie du Plessis, aussi vainqueur de la Coupe du monde, n'est pas non plus dans le squad originel de Jake White, et est appelé à la suite du forfait de Brendon Botha. S'il dispute cinq matchs du tournoi, il n'est cependant jamais titulaire, barré par John Smit.
Ce n'est qu'en 2008, quand John Smit se blesse, qu'il devient titulaire en sélection lors du Tri nations. Ses prestations convaincantes au poste de talonneur poussent John Smit à occuper le poste de pilier droit. Lors de ce Tri nations, il écope d'une suspension de trois semaines pour un geste dangereux sur le néo-zélandais Adam Thompson. En 2009, il remporte le Tri nations.
En 2011, il est retenu pour disputer la Coupe du monde de rugby 2011.
En juin 2015, l'annonce de l'arrivée des frères du Plessis pour trois saisons au Montpellier Hérault Rugby est confirmée par le club. Les deux frères essaient de rompre cet accord, conclu au moment où Fabien Galthié était entraîneur, n'étant pas en bons rapports avec Jake White, qui lui a succédé, et sous la direction duquel ils ont joué aux Sharks.
Bismarck et le MHR s'inclinent en finale du Top 14 2018 au stade de France (29-13) contre le Castres Olympique.

## Palmarès

### En club
- Vainqueur du Challenge européen 2015-2016 et 2020-2021 (Montpellier Hérault Rugby)
- Vainqueur de la Currie Cup en 2008 et 2010 (Natal Sharks)
- Finaliste du Super 14 en 2007 (Sharks)
- Finaliste du Top 14 en 2018 (Montpellier Hérault Rugby)

### En équipe nationale
- Vainqueur de la Coupe du monde en 2007
- Vainqueur du Tri nations 2009

## Statistiques en équipe nationale
Au 31 octobre 2015, Bismarck du Plessis compte 79 sélections sous le maillot des Springboks, inscrivant un total de 55 points, onze essais. Il a été sélectionné pour la première fois avec les Springboks le 7 juillet 2007 contre l'Australie .
Champion du monde 2007, édition où il dispute cinq rencontres, face aux Samoa, l'Angleterre, les États-Unis, les Fidji, l'Argentine, et de nouveau l'Angleterre en finale, il participe également à l'édition 2011 où il obtient quatre sélections, face au pays de Galles, les Fidji, les Samoa et l'Australie. Il participe également à édition 2015, où il joue contre le Japon, l'Écosse, les États-Unis, le pays de Galles, la Nouvelle-Zélande et l'Argentine.